# Магнолієві
Маґнолієві, або магнолієві (Magnoliaceae) — родина квіткових рослин з порядку маґнолієцвіті (Magnoliales).

## Поширення та екологія
Зараз маґнолієві є переважно субтропічними рослинами. Особливо велика різноманітність видів цієї родини спостерігається в Східній та Південно-Східній Азії, а також на південному сході Північної Америки, в Центральній Америці і на островах Карибського моря. Найбільша концентрація видів маґнолієвих — на сході Гімалаїв, в Південно-Західному Китаї та в Індокитаї. У Південній півкулі відомі лише декілька видів, що трапляються в Бразилії і на Малайському архіпелазі. Серед видів, що заходять далеко на північ, варто назвати такі, як маґнолія зворотнояйцювата (Magnolia obovata), яку можна зустріти на островах Кунашир та Хоккайдо.

### Поширення в Україні
Ряд представників родини інтродуковані в Україні, культивуються в умовах Криму. Окремі листопадні форми витримують умови відкритого ґрунту і широко культивуються на широті Києва, Львова, Ужгорода тощо.

## Відомості з палеогеографії
маґнолієві належать до давніх квіткових рослин; в крейдовому та третинному періодах вони були широко поширені аж до сучасної Арктики.
- Magnolia capellinii Heer та Magnolia regalis Heer — в крейдяних відкладеннях Сахаліну;
- Magnolia inglefieldii Heer — в нижньотретинних та верхньокрейдяних відкладеннях басейну Обі й у Приураллі;
- Magnolia nordenskioldii Heer? — в нижньотретинних відкладеннях Сахаліну;
- Magnolia Dianae Unger та Magnolia primigenia Unger — в олігоценових відкладеннях в басейні Волги та Дону;
- Magnolia paiivlensis Krassn. — в палеоценових відкладеннях нижнього Дону;
- Liriodendron procaccinii Unger — в сарматських відкладеннях Північного Причорномор'я;
- Liriodendron tulipiferum L. — в третинних відкладеннях в Алтайському краї.

## Ботанічний опис
Вічнозелені або листопадні дерева, чагарники, рідше ліани.
Листорозміщення чергове. Листя просте, черешкові, перистонерівні, цілокраї або лопатеві, звичайно з великими опадними прилистками, що обвивають бруньку. При опаданні прилистки залишають рубець навколо вузла.
Квітки поодинокі, двостатеві або рідко одностатеві, радіально-симетричні, в більшості видів великі (наприклад, у виду маґнолія великолиста (Magnolia macrophylla) діаметр квітки 32 — 46 см) і яскраві, розташовані на верхівці гілки або рідше в пазусі листка). У квітки зазвичай є три чашолистка та шість і більше пелюсток. Чоловіча частина квітки складається з багатьох спірально розташованих тичинок. Тичинки вільні або зі зрощеними нитками, зазвичай, з великим мікроспорангієм та короткою, слабо помітною ниткою. Гінецей (жіноча частина квітки) апокарпний (роздільний), складається з багатьох спірально розташованих простих маточок. Кожна маточка має верхню зав'язь з однією камерою і одною або більше сім'ябрунькою на краях. Всі частини квітки чітко розділені та відходять від довгастого квітколожа.
Формула квітки: {\displaystyle \ast K_{3}\;C_{3+3}\;A_{\infty }\;G_{\underline {\infty }}}.
Плід складний, складається з численних, 1 — 2-насінних або більше, одногніздних плодів, розташованих на подовженому або головчастому сухому або соковитому квітколожі. Насіння з шкірястою або костеніючою оболонкою, або з оболонкою, що твердне зсередини та соковитою зовні; ендосперм м'ясистий, маслянистий; зародок маленький, розташований з краю ендосперму.
| |  |  |  |  |
| Зліва направо: Листя (Michelia alba). Квітка (маґнолія Ватсона). Внутрішня частина квітки (маґнолія оголена). Зелений плід (Magnolia sprengeri). Зрілий плід та насіння (Magnolia cylindrica). |  |  |  |  |

## Значення та застосування
Широко відомі як декоративні рослини, часто з великим красивим листям та квітками.
Деякі види через цінну деревину та могутній ріст використовуються в лісовому господарстві.
Кора, листя, плоди та інші частини рослини окремих видів мають застосування в народній медицині, кулінарії та парфумерії.

## Класифікація
Останнім часом родина нараховує три роди в двох підродинах:
- Підродина Magnolioideae

* Рід маґнолія (Magnolia)
* Рід мангліетія (Manglietia)
- Підродина Liriodendroidae

* Рід тюльпанне дерево, напр. тюльпанне дерево американське
Види раніше виділених родів Alcimandra, Aromadendron, Kmeria, Michelia, Pachylarnax, Paramichelia, Talauma, Tsoongiodendron, Elmerrillia тепер віднесені до роду маґнолія (Magnolia).